# Escut de Fanzara
L'escut de Fanzara és l'escut d'armes oficial representatiu del municipi de Fanzara, al País Valencià, comarca de l'Alt Millars. Té el següent blasonament oficial:
| « | Escut quadrilong de punta redona. Truncat. Al primer quarter, en camp de sinople, un castell d'or, maçonat i aclarit de sable. Al segon, en camp d'argent, tres ones d'atzur. Per timbre, corona reial oberta, tradicional al Regne de València. | » |

## Història

Proposta original de 2012

L'escut de Fanzara va ser aprovat per resolució del conseller de Presidència i Agricultura, Pesca, Alimentació i Aigua de 29 d'octubre de 2014, publicada al Diari Oficial de la Comunitat Valenciana núm. 7423 de 15 de desembre de 2014. El projecte original de l'ajuntament, aprovat pel ple municipal el 30 de març de 2012, incloïa a més el Senyal Reial.
El castell del primer quarter representa el castell de Mazerol, també conegut com a el Castellet de Fanzara. Les ones d'atzur simbolitzen la importància de l'aigua per a la població, i en especial el riu Millars.